# Chen Nanxian
Chen Nanxian (* Oktober 1937 in Shanghai, China) ist ein chinesischer Physiker und Hochschullehrer. Er ist Professor an der Tsinghua-Universität und Direktor am Institut für Angewandte Physik der Pekinger Universität für Wissenschaft und Technologie.

## Leben und Werk
Chen absolvierte 1956 die Beijing No. 8 Middle School und 1962 das Department of Physics der Universität Peking. 1984 promovierte er in Elektrotechnik an der University of Pennsylvania in Philadelphia und forschte danach bis 1986 in der New York Academy of Sciences. Er kehrte 1987 zurück nach China und war Professor und Direktor des Instituts für Angewandte Physik und Direktor des akademischen Ausschusses des Fachbereichs Physik an der Pekinger Universität für Wissenschaft und Technologie. Er begann die Probleme der Schwarzkörperstrahlung und der spezifischen Wärmeinversion zu untersuchen und erhielt eine Reihe von Ergebnissen. 1997 wurde er zum Akademiker der Chinesischen Akademie der Wissenschaften gewählt und 2000 wurde er stellvertretender Direktor des Akademischen Komitees der renommierten Tsinghua-Universität, Direktor des Akademischen Komitees der Fakultät für Wissenschaft und Technologie und  Direktor des Instituts für Angewandte Physik der Universität für Wissenschaft und Technologie Peking. Er war der Leiter einer Expertengruppe für hochtechnologische Funktionsmaterialien. Er forschte über die Physik der kondensierten Materie und arbeitete daran, eine genaue Lösung für die Frage der gitterspezifischen Wärme zu finden. Für seine Arbeiten erhielt er eine Reihe von Auszeichnungen: 1981 erhielt er den CDC Technology Invention Award (Design für mikromagnetische Ringlaserwicklungen), 1991 den Beijing Excellent Teacher Award, 1993 den National Natural Science Second Prize (Inverses Problem der angewandten Physik), 1994 den Senior Researcher Award des Internationalen Forschungszentrums für theoretische Physik, 2001 die Auszeichnung des Nationalen 863-Programms (Atomic Potential Pool) und die  Hong Kong Polytechnic University Auszeichnung für herausragende chinesische Wissenschaftler (Atomic Interaction Potential), 2003 die Auszeichnung für herausragende Leistungen des Nationalen 973-Programms (Interface Atomic Potential Pool), 2007 den Liang Heli Wissenschafts- und Technologiepreis, 2008 den Li Xun Vortragspreis. Nachdem seiner Rückkehr nach China begann er sich politisch zu engagieren und trat dem chinesischen Verband zur Förderung der Demokratie, einer der acht nichtkommunistischen Parteien Chinas, bei. Anschließend war er stellvertretender Vorsitzender der 8., 9. und 10. chinesischen Vereinigung zur Förderung der Demokratie in Zentralausschüssen.

## Schriften(Auswahl)
- Möbius Inversion In Physics, 2010

## Mitgliedschaften (Auswahl)
- stellvertretender Chefredakteur der China Physics Letters
- Direktor der Chinesischen Physikalischen Gesellschaft
- Direktor der Chinesischen Materialforschungsgesellschaft
- Leiter der Nationalen Expertengruppe für hochtechnologische funktionelle Materialien
- Mitglied und ständiger Ausschuss des Nationalen Expertenausschusses für hochtechnologische neue Materialien
- ständiges Mitglied des Zentralkomitees der China Democracy Promotion Association,
- Mitglied des China Peaceful Reunification Promotion Committee
- Mitglied des Overseas Chinese Committee des CPPCC National Committee
- stellvertretender Vorsitzender der China Vocational Education Association
- stellvertretender Direktor des Ausschusses für Bildung, Kultur und Gesundheit des Nationalen Volkskongresses,
- stellvertretender Vorsitzender der Zehnten Politischen Konsultativkonferenz von Peking von 2003 bis 2008.